# 利維濟涅
49°2′34″N 36°15′48″E / 49.04278°N 36.26333°E
迪維濟內（烏克蘭語：Дивізійне）是位於烏克蘭東部的村莊，由哈爾科夫州洛佐瓦區的洛佐瓦市鎮負責管轄。該村始建於1823年，面積0.23平方公里，海拔高度151米，2001年該村落人口18。